# آيت بن الشافعي (أولاد سي بولغيت)
آيت بن الشافعي هو دُوَّار يقع بجماعة سيدي عيسى بن سليمان، إقليم قلعة السراغنة، جهة مراكش آسفي في المملكة المغربية. ينتمي الدوّار لمشيخة أولاد سي بولغيت التي تضم 10 دواوير. يقدر عدد سكانه بـ 236 نسمة حسب الإحصاء الرسمي للسكان والسكنى لسنة 2004.

## وصلات خارجية
- البوابة الوطنية للجماعات الترابية
- المندوبية السامية للتخطيط